# Кокрил, Вильям
Вильям Кокрил (Кокерил) (англ. William Cockerill; 1759, Ланкашир, Англия — 1832, Ахен) — британский предприниматель, живший во Франции.
Работал столяром по дереву на производстве прядильных машин. Переехал во Францию, где по английской технологии производил прядильные станки на фабрике французского предпринимателя. Британские патенты не действовали во Франции.
В 1799 году закончился контракт Кокрила с французским нанимателем, и Кокрил переехал в Вервье (в настоящее время — Бельгия). В Вервье Вильями Кокрил организовал производство прядильных машин. Ранее прядильные машины изготовлялись из деревянных частей, что требовало больших затрат труда ремесленников. Кокрил начал производить станки из чугуна и кованного железа, что значительно упрощало производство.
В 1807 году Кокрил создал свою текстильную фабрику в пригороде Льежа. На этой фабрике Кокрил начал использовать паровые машины, скопированные в Англии у Джеймса Уатта.
Началась континентальная блокада Наполеона, и Кокрил стал очень богатым человеком. Вскоре Кокрил создал в бельгийском городе Серен первую в мире вертикально интегрированную компанию: от добычи угля, до производства станков и текстиля. К 1817 году Вильям Кокрил и его сын Джон Кокрил создали крупнейшие в Европе металлургическую и машиностроительную компанию Джон Коккериль. Впоследствии металлургическая компания Cockerill-Sambre стала частью Arcelor.
В 1830 году появилось независимое государство — Бельгия. К 1835 году компании отца и сына Кокрилов построили локомотивы для железной дороги «La Belge» Мехелен — Брюссель. Она стала для первой в континентальной Европе железной дорогой. Паровозы были скопированы с британского паровоза Джоржа Стефенсона. Благодаря усилиям Кокрилов Бельгия стала второй индустриальной страной Европы (после Великобритании).
Вильям Кокрил умер в 1832 году в Ахене. Отец и сын Кокрилы мало известны в Великобритании.